# Distrito de Batticaloa
Batticaloa (en tamil: மட்டக்களப்பு மாவட்டம்) es un distrito de Sri Lanka en la provincia Oriental. Código ISO: LK.BC.
Comprende una superficie de 2854 km².
El centro administrativo es la ciudad de Batticaloa.

## Demografía
Según estimación 2010 contaba con una población total de 543 000 habitantes, de los cuales 281 000 eran mujeres y 262 000 varones.

## Localidades
- Eravur